# Keri Russellová
Keri Lynn Russellová (* 23. března 1976 Fountain Valley, Kalifornie) je americká herečka a tanečnice.
Chodila do hodin baletu, v patnácti letech vystupovala v seriálu The All New Mickey Mouse Club z produkce Disney Channel a o rok později se objevila ve svém prvním filmu Miláčku, zvětšil jsem naše dítě. Účinkovala také v reklamách a ve videoklipu k písni Bon Joviho „Always“. Hrála ve filmech Údolí stínů, Mission Impossible III, Servírka, Pohádky na dobrou noc, Wonder Woman, V zemi Jane Austenové, Melodie mého srdce, Úsvit planety opic a Star Wars: Vzestup Skywalkera.
V roce 1999 získala za titulní roli v seriálu Felicity Teen Choice Awards a Zlatý glóbus za nejlepší ženský herecký výkon v seriálu (drama). Za roli Elizabeth Jenningsové v seriálu Takoví normální Američané byla nominována na Cenu Emmy.
Od roku 2017 má svoji hvězdu na Hollywoodském chodníku slávy.